# Преобразование Гольштейна — Примакова
Преобразование Гольштейна — Примакова — переход от операторов спина к операторам рождения и уничтожения магнонов (являющихся бозонами). Было предложено Теодором Гольштейном (1915—1985, иногда фамилию пишут «Хольштейн») и Генри Примаковым (1914—1983) в оригинальной работе 1940 года.

## Первое преобразование Гольштейна — Примакова
При изучении спиновых волн обычно переходят к циклическим комбинациям компонент спинов. Это выполняют следующим образом. Динамика магнитных моментов (или спинов) описывается уравнением Ландау — Лифшица. Предполагая, что ферромагнетик помещён в сильное магнитное поле напряжённостью {\displaystyle H_{\mathrm {ext} }} вдоль оси z и находится вблизи состояния насыщения (то есть для компонент спина длиной S выполняются соотношения {\displaystyle S_{z}\approx S}, {\displaystyle S_{x,y}\ll S}) уравнение Ландау — Лифшица в приближении магнитной анизотропии для j-го спина принимает вид
{\displaystyle {\frac {\mathrm {d} S_{j}^{x}}{\mathrm {d} t}}=-S\sum _{j}J_{ji}(S_{i}^{y}-S_{j}^{y})+g\mu _{B}H_{\mathrm {ext} }S_{j}^{y},}
{\displaystyle {\frac {\mathrm {d} S_{j}^{y}}{\mathrm {d} t}}=-S\sum _{j}J_{ji}(S_{j}^{x}-S_{i}^{x})+g\mu _{B}H_{\mathrm {ext} }S_{j}^{x},}
где магнитная анизотропия включена в обменный интеграл {\displaystyle J_{ji}}, g — фактор Ланде, {\displaystyle \mu _{B}} — магнетон Бора. Для изучения спиновых волн эти два уравнения записывают для операторов
{\displaystyle S_{j}^{\pm }=S_{j}^{x}\pm iS_{j}^{y},}
в форме
{\displaystyle {\frac {\mathrm {d} S_{j}^{\pm }}{\mathrm {d} t}}=\mp i\left(S\sum _{j}J_{ji}(S_{j}^{\pm }-S_{i}^{\pm })+g\mu _{B}H_{\mathrm {ext} }S_{j}^{\pm }\right),}
где i — мнимая единица.
В таком случае преобразованием Гольштейна — Примакова (первым) называют замену
{\displaystyle S_{j}^{+}={\sqrt {2S}}\left(1-{\frac {1}{2S}}a_{j}^{\dagger }a_{j}\right)^{1/2}a_{j},\quad S_{j}^{-}={\sqrt {2S}}a_{j}^{\dagger }\left(1-{\frac {1}{2S}}a_{j}^{\dagger }a_{j}\right)^{1/2},}
где {\displaystyle a_{j}^{\dagger }} — оператор рождения спиновых возбуждений (квазичастиц), {\displaystyle a_{j}} — оператор их уничтожения.
Данное преобразование справедливо при низких температурах, когда число квазичастиц можно считать малым. Требование диагонализации спинового гамильтониана показывает, что элементарными возбуждениями ферромагнетика должны являться спиновые волны (то есть коллективные возбуждения), а не отклонения спинов от равновесного состояния, локализированные на узлах решётки.

## Второе преобразование Гольштейна — Примакова
Иногда говорят о втором преобразовании Гольштейна — Примакова имея в виду переход к операторам рождения и уничтожения спиновых волн путём преобразования Фурье операторов для квазичастиц {\displaystyle a_{j}} и {\displaystyle a_{j}^{\dagger }} и их представления через волновые вектора {\displaystyle \mathbf {k} }:
{\displaystyle a_{\mathbf {k} }={\frac {1}{\sqrt {N}}}\sum _{j}a_{j}e^{-i\mathbf {k} \mathbf {r} _{j}},\quad a_{\mathbf {k} }^{\dagger }={\frac {1}{\sqrt {N}}}\sum _{j}a_{j}^{\dagger }e^{i\mathbf {k} \mathbf {r} _{j}}.}
Новые операторы удовлетворяют тем же коммутационным соотношениям, что и «старые» и поэтому также могут рассматриваться как операторы рождения и уничтожения бозе-частиц, но которые уже являются коллективизированными. Спиновый гамильтониан, выраженный через них, диагонализуется, а сами операторы {\displaystyle a_{\mathbf {k} }} и {\displaystyle a_{\mathbf {k} }^{\dagger }} называют операторами уничтожения и рождения спиновых волн или магнонов.